# Manuel Darias
Manuel Enrique Darias Darias (Santa Cruz de Tenerife, 1942) es un crítico de historieta español, galardonado con el premio a la divulgación del Salón del Cómic de Barcelona del año 2008. 

## Biografía
Desde su infancia, fue un lector apasionado de los cuadernos de aventuras de su época.
De profesión aparejador, cofundó el fanzine Epsilon Eridani en 1969 y colaboró con la revista Bang!.
En enero de 1973 empezó a escribir una página informativa sobre cómic en los diarios La Tarde y a partir de 1976 en Diario de Avisos. Desde este último periódico, concede anualmente unos premios que gozan de gran predicamento en el mundillo nacional.
En 1981 dirigió el documental Carlos Giménez, un maestro del cómic español. Un año después, presentó el programa El sonido del cómic para Radio Nacional de España en Canarias, junto con José H. Chela.
En los años 90, fue vocal del Patronato de Cultura del Ayuntamiento de Santa Cruz de Tenerife, desde el que puso en marcha las tres primeras ediciones del Salón del Cómic de Tenerife (1993, 1994 y 1995).
En 2008 consiguió el Premio a la Divulgación del cómic en el Salón del Cómic de Barcelona.